# Čiližská Radvaň
Čiližská Radvaň es un municipio situado en el distrito de Dunajská Streda, en la región de Trnava, Eslovaquia. Tiene una población estimada, en julio de 2024, de 1163 habitantes.

## Demografía
| Año        | 1994 | 2004    | 2014    | 2024    |
| ---------- | ---- | ------- | ------- | ------- |
| Población  | 1164 | 1277    | 1188    | 1163    |
| Diferencia |      | +9,70 % | −6,96 % | −2,10 % |

| Año        | 2023 | 2024    |
| ---------- | ---- | ------- |
| Población  | 1159 | 1163    |
| Diferencia |      | +0,34 % |